# ایورژم
شهر ایورژم (به فرانسوی: Evergem) در شهرستان گان در استان فلاندری شرقی در منطقه فلاندری در کشور بلژیک واقع شده‌است.

## نگارخانه

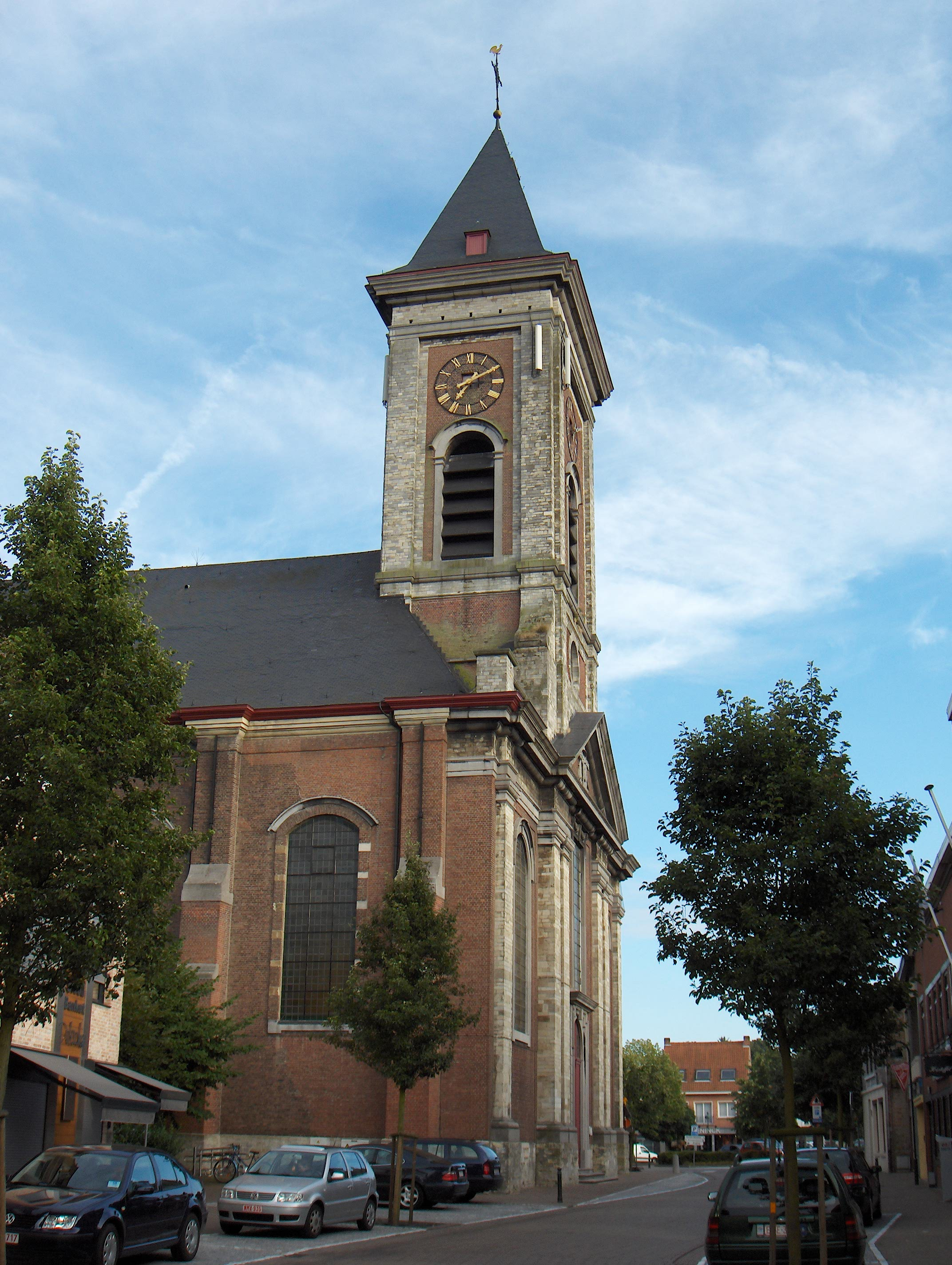
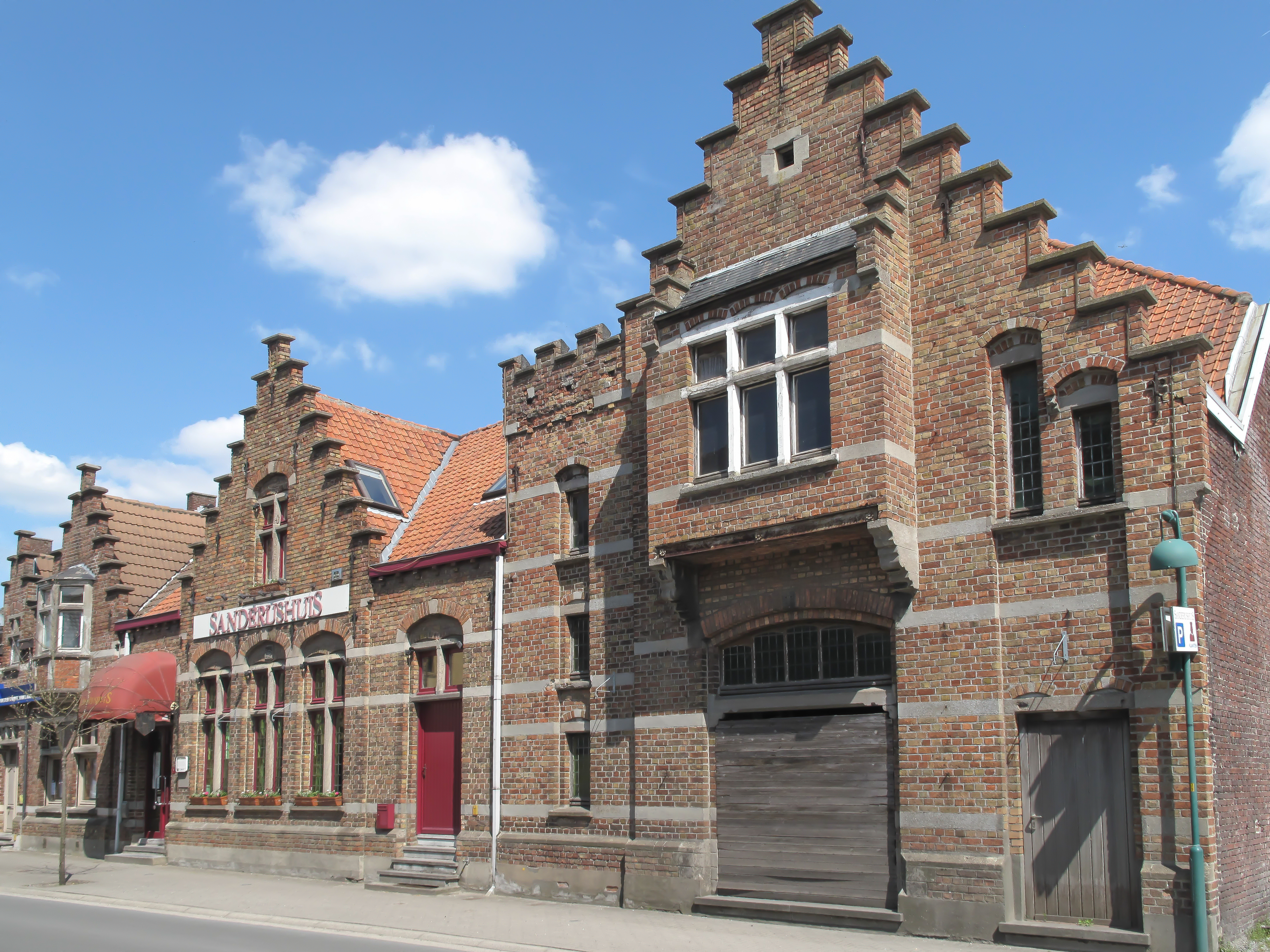
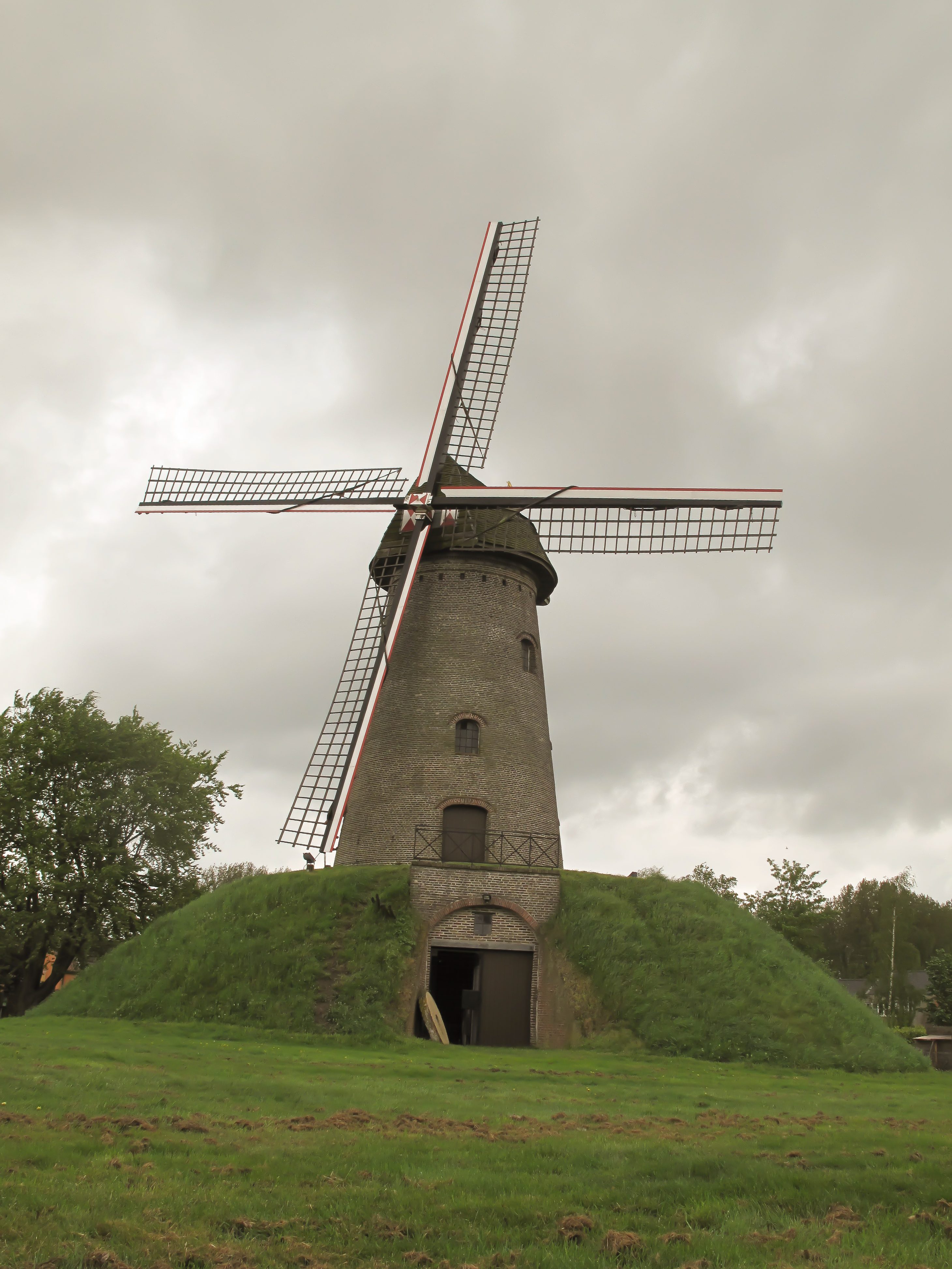
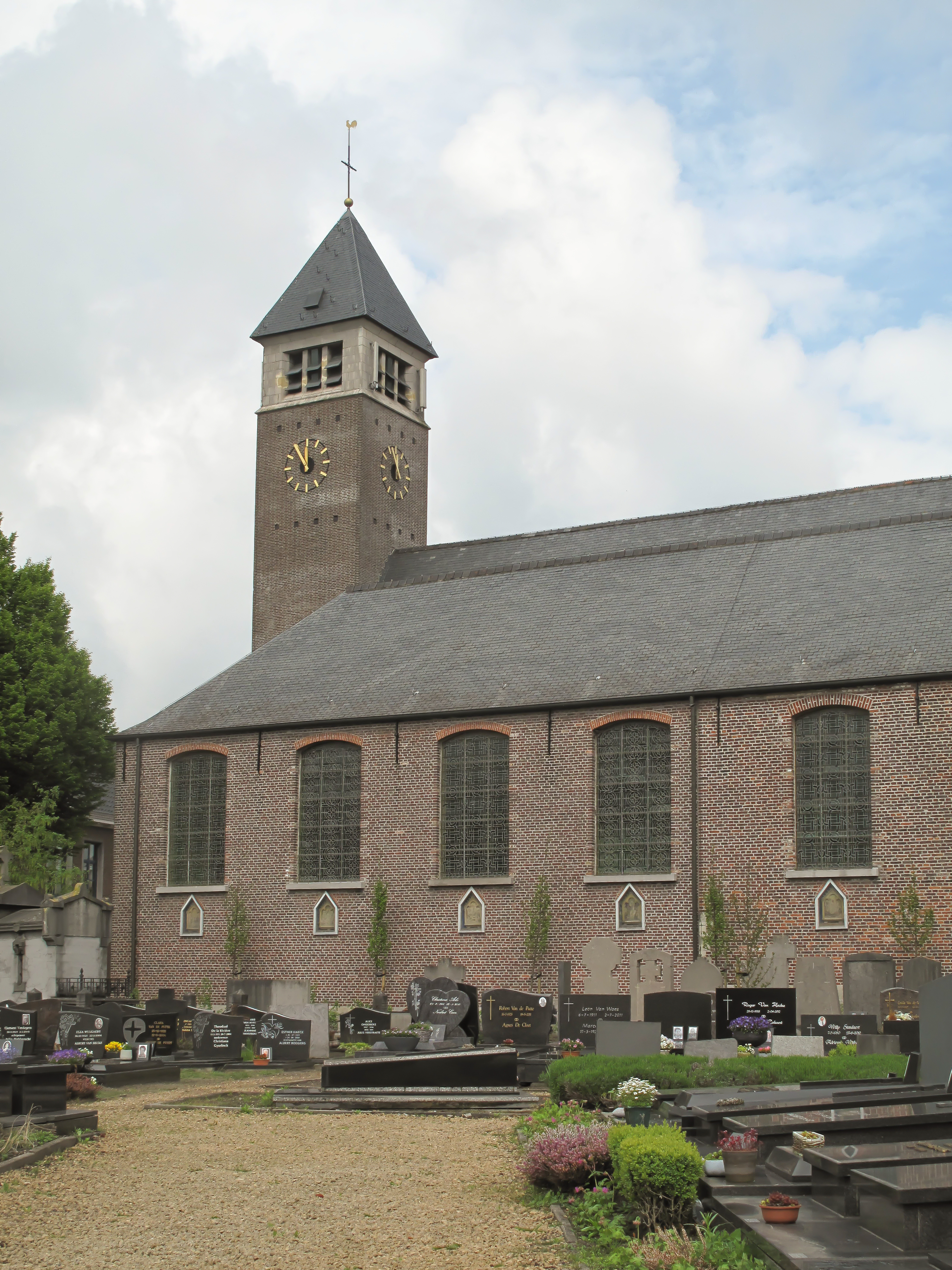
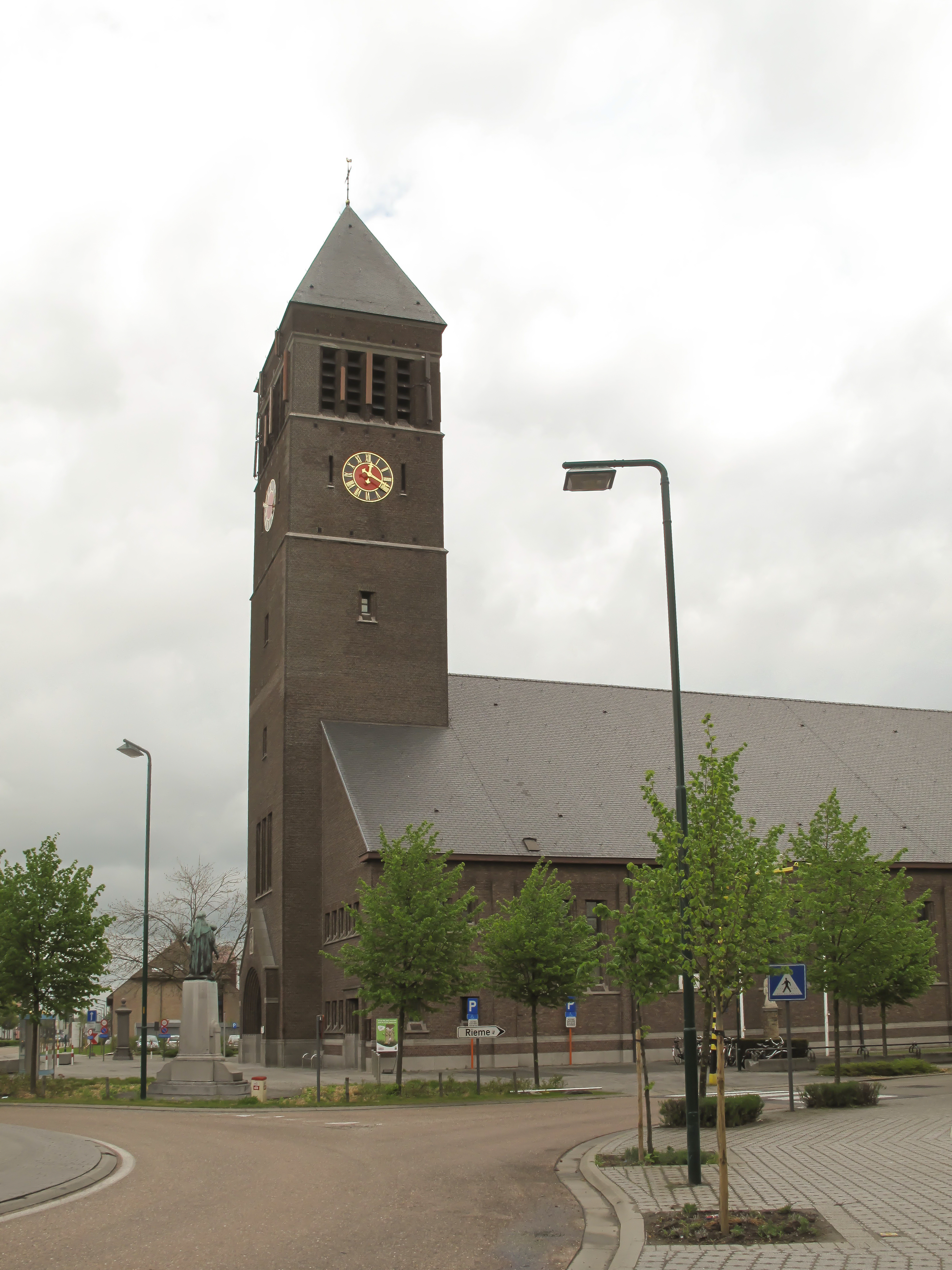
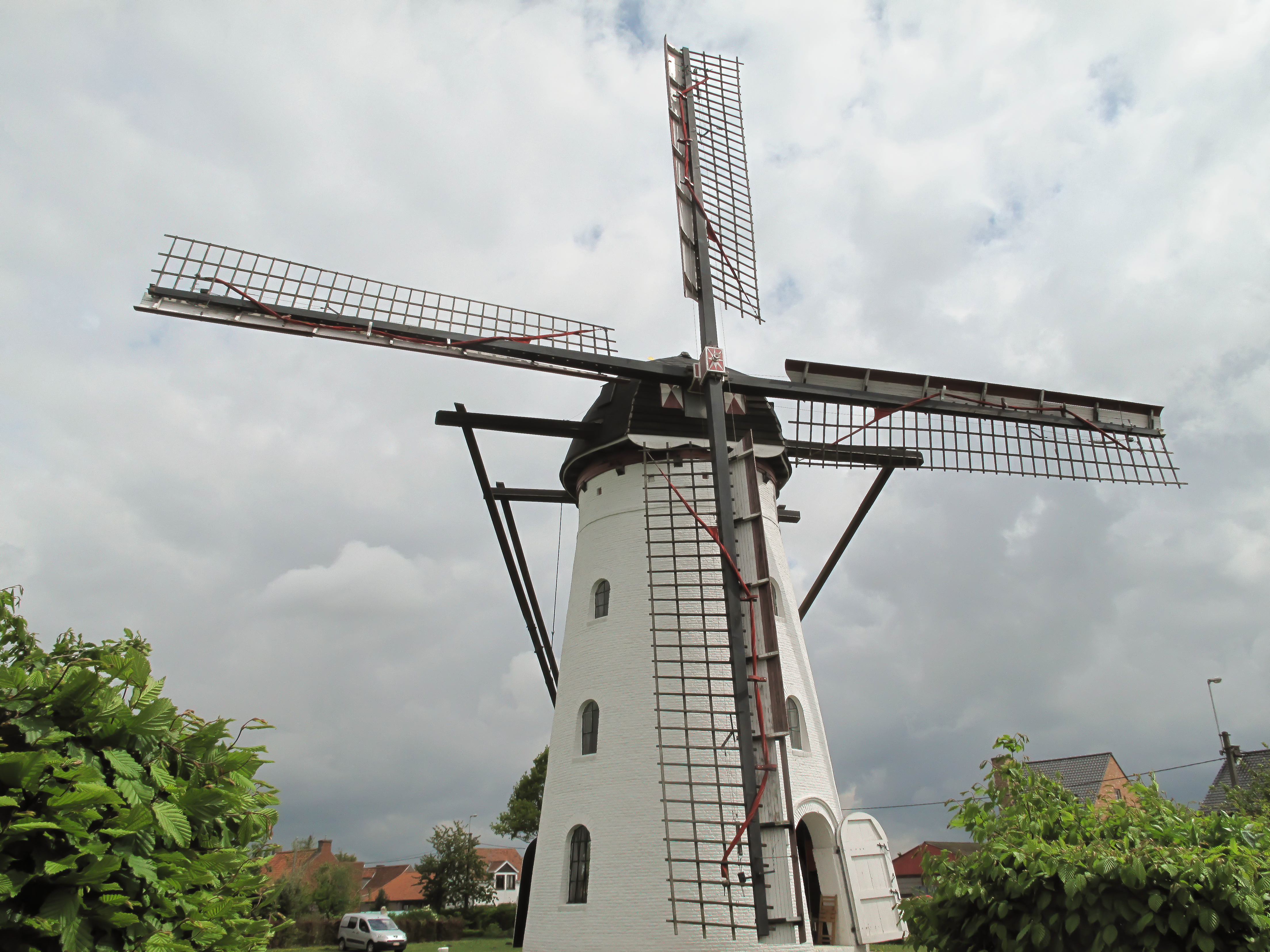